# Jet Ace
Jet Ace is een videospel voor de Commodore 64. Het spel werd uitgebracht in 1987. Het spel is een horizontaal scrollende shoot 'em up.